# Materialseilbahn Fischunkelalm–Röth
Die Materialseilbahn Fischunkelalm–Röth ist eine verfallene Materialseilbahn in den Berchtesgadener Alpen. Sie wurde 1936 für ein Steinbock-Auswilderungsprogramm Hermann Görings in der Röth errichtet.

## Geschichte und Benutzung
1936 erfolgte auf persönliche Anordnung des Reichsjägermeisters Hermann Göring die Auswilderung von Alpensteinböcken in den Berchtesgadener Alpen. Dazu wurde eine Materialseilbahn von der Fischunkelalm bis zum Wildtörl in der in rund 1500 Meter Höhe gelegenen Röth gebaut. Mit Hilfe der Materialseilbahn wurde in der Röth ein 15 Hektar großes Gatter, umgeben von einem über vier bis sechs Meter hohen Drahtzaun, errichtet. Die gesamte Röth war damals Sperrgebiet, im Gebiet der Neuhüttenalm war bereits 1934 für 42.000 RM eine Jagdhütte (Elisabeth-Keimer-Hütte) für Göring erbaut worden. Diese wurde im Frühjahr 1949 abgerissen, heute sind noch Fundamente vorhanden.
Für das Auswilderungsprogramm wurden zunächst vier Steinböcke – drei Geißen und ein Bock – ausgewählt. Die Tiere stammten vom Schweizer Wildpark Peter und Paul bei St. Gallen. Sie wurden per Ruderboot über den Königssee geschifft und anschließend in Kisten zum Obersee getragen. Schließlich wurden die Tiere, noch in den Holzkisten verpackt, mit der Materialseilbahn in das Gatter gebracht.
Nachdem die Tiere im Gatter ausgesetzt waren, wurde die Materialseilbahn noch genutzt, um im Winter Futter ins Gatter zu transportieren und Görings Jagdhütte zu versorgen. Für den Betrieb der Seilbahn und die Versorgung der Tiere waren vier Jäger zuständig. Später wurden – wieder über die Seilbahn – noch weitere Steinböcke in das Gatter gebracht, darunter die zwei Tiere, die ein Geschenk Benito Mussolinis waren. 1944 erfolgte die Auswilderung des auf acht Böcke und 15 Geißen angewachsenen Bestandes.

## Heutiger Zustand

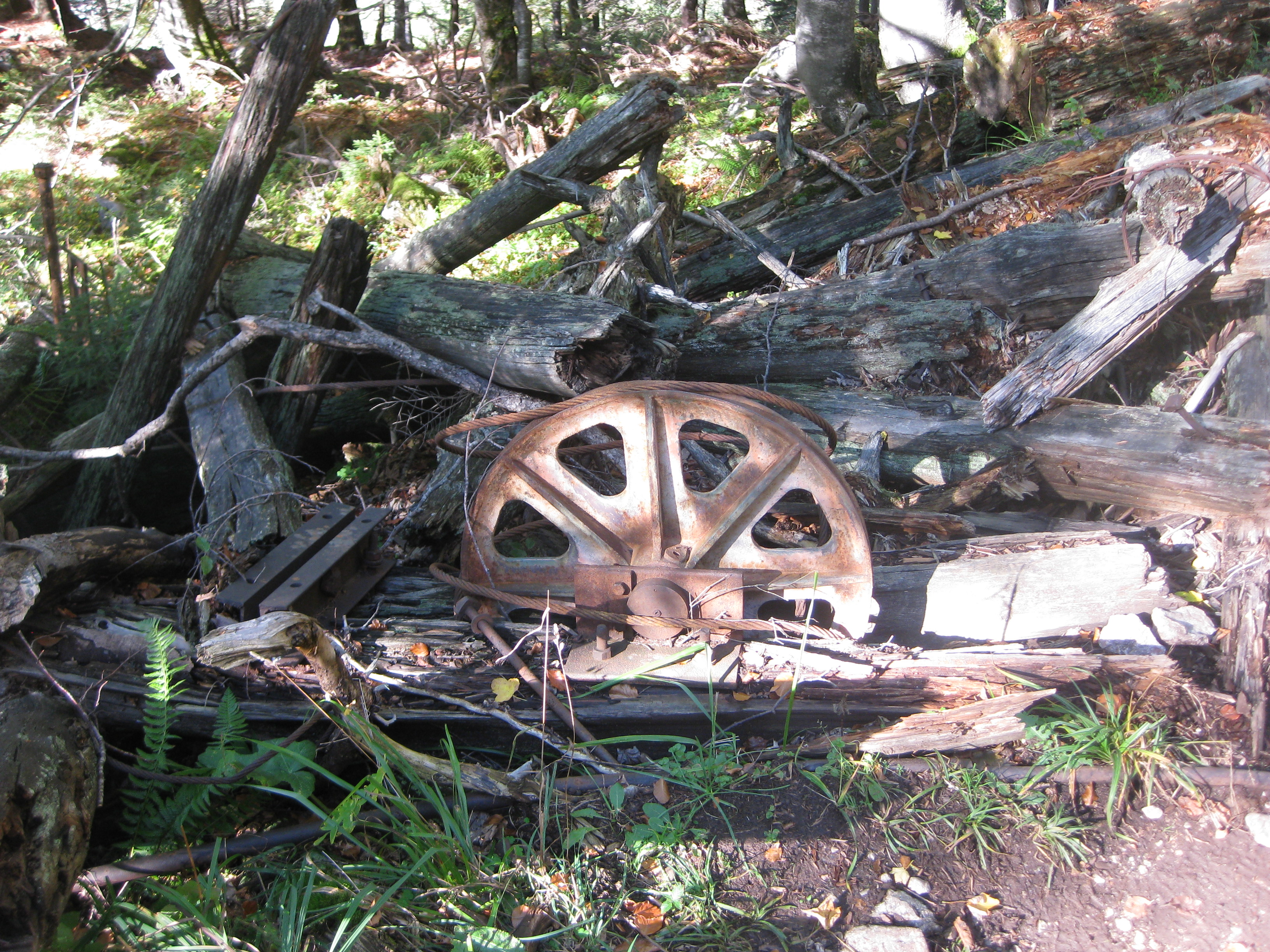
Überreste der Bergstation am Wildtörl

Die Seilbahn ist verfallen. Vereinzelt sind noch Lärchenpfähle, die als Seilbahnmasten genutzt worden waren, zu sehen. Reste der ehemaligen Tal- und Bergstation sind noch zu erkennen.